# Злобичі
Зло́бичі — село в Україні, у Коростенській міській територіальній громаді Коростенського району Житомирської області. Населення становить 362 особи (2001).

## Історія
У 1906 році — село Ушомирської волості Житомирського повіту Волинської губернії. Відстань від повітового міста 75 верст, від волості 15. Дворів 220, мешканців 1287.
У 1923—59 роках — адміністративний центр Злобицької сільської ради Коростенського району.
12 червня 2020 року, відповідно до розпорядження Кабінету Міністрів України № 711-р «Про визначення адміністративних центрів та затвердження територій територіальних громад Житомирської області», територію та населені пункти Холосненської сільської ради включено до складу Коростенської міської територіальної громади Коростенського району Житомирської області.